# Schansspringen op de Olympische Winterspelen 1960
Schansspringen is een van de sporten die beoefend werden tijdens de Olympische Winterspelen 1960 in Squaw Valley.

## Heren
| rang   | sporter(s)         | land | sprong 1 (m) | sprong 2 (m) | totaal (ptn) |
| ------ | ------------------ | ---- | ------------ | ------------ | ------------ |
| Goud   | Helmut Recknagel   | EUA  | 93.5         | 84.5         | 227.2        |
| Zilver | Niilo Halonen      | FIN  | 92.5         | 83.5         | 222.6        |
| Brons  | Otto Leodolter     | AUT  | 88.5         | 83.5         | 219.4        |
| 4      | Nikolai Kamenski   | URS  | 90.5         | 79.0         | 216.9        |
| 5      | Torbjørn Yggeseth  | NOR  | 88.5         | 82.5         | 216.1        |
| 6      | Max Bolkart        | EUA  | 87.5         | 81.0         | 212.6        |
| 7      | Ansten Samuelstuen | USA  | 90.0         | 79.0         | 211.5        |
| 8      | Juhani Kärkinen    | FIN  | 87.5         | 82.0         | 211.4        |